# Distinctive Software
Distinctive Software, Inc (abreviado DSI) fue una compañía canadiense de videojuegos, establecida en Burnaby, Columbia Británica por Don Mattrick y Jeff Sember. DSI es el antecesor de EA Canada.
Distinctive Software era conocida a finales de los años 1980 por sus conversiones, videojuegos de carreras y de deportes, distribuidos principalmente por Accolade, con quien ellos trabajaron estrechamente.
DSI se hizo conocida por varios títulos. Fue sinónimo de juegos de carreras a finales de los años 80 y a principios de los años años 90, con juegos  como Test Drive y Stunts. La base de codificación del Test Drive de 1987 fue repetida no solamente para Test Drive II: The Duel, sino en 1989 para The Cycles: International Grand Prix Racing y en 1988 para Grand Prix Circuit.
DSI también hizo juegos de deporte como 4D Boxing y el segundo título en la serie Hardball.
En 1991, DSI fue comprada por Electronic Arts y convertida en EA Canada (y en el mayor componente en el futuro de los estudios de EA Sports), tras un acuerdo por valor de 11 millones de dólares. También supuso un importante golpe a Accolade, que perdió credibilidad y parte del mercado en los años siguientes.

## Nombre comercial como Unlimited Software, Inc., y pleito
En 1989, los programadores de DSI Pete Gardner y Amory Wong "Old Kid", bajo del seudónimo USI (Unlimited Software, Inc.), convirtieron el juego arcade de Sega Out Run a PC-DOS.
Accolade demandó a DSI, por infringir un contrato laboral. Accolade pidió que, como medida cautelar, se parase la distribución y venta de la versión de DOS de Out Run.
Distinctive Software argumentó que solo se había usado el código fuente para funciones rutinarias, como limpiar la pantalla, y que Accolade no tenía los derechos de autor sobre esas funciones. Accolade argumentó que el contrato por Test Drive II les daba la los derechos del producto final y del código fuente. Distinctive Software ganó, puesto que el tribunal dictaminó que el acuerdo no le daba a Accolade los derechos sobre el código fuente.

## Juegos notables
| Juego                                            | Publicado | Editor                    | Plataforma                                                               |
| ------------------------------------------------ | --------- | ------------------------- | ------------------------------------------------------------------------ |
| 4D Sports Boxing                                 | 15/6/1991 | Mindscape/Electronic Arts | PC-DOS                                                                   |
| 4D Sports Tennis                                 | 1990      | Mindscape                 | PC-DOS                                                                   |
| Accolade Comics                                  | 1987      | Accolade                  | Commodore 64                                                             |
| Ace of Aces                                      | 1987      | Accolade                  | Atari XL/XE                                                              |
| Bill Elliott's NASCAR Challenge                  | 1990      | Konami                    | MS-DOS, Amiga, Macintosh, NES, Game Boy, videojuego electrónico portátil |
| Grand Prix Circuit                               | 1988      | Accolade                  | PC-DOS, Commodore 64                                                     |
| Hardball                                         | 1985      | Accolade                  | Commodore 64                                                             |
| Mission: Impossible                              | 1991      | Konami                    | PC-DOS                                                                   |
| After Burner                                     | 1988      | Sega                      | PC-DOS                                                                   |
| Out Run                                          | 1989      | Sega                      | PC-DOS                                                                   |
| Altered Beast                                    | 1990      | Sega                      | PC-DOS                                                                   |
| Teenage Mutant Ninja Turtles                     | 1990      | Ultra Games               | PC-DOS                                                                   |
| Castlevania                                      | 1990      | Ultra Games               | PC-DOS                                                                   |
| Metal Gear                                       | 1990      | Ultra Games               | PC-DOS                                                                   |
| Super C                                          | 1990      | Konami                    | PC-DOS                                                                   |
| Wings of Fury                                    | 1990      | Brøderbund                | Amiga, PC-DOS                                                            |
| Stunts (también conocido como 4D Sports Driving) | 1990      | Brøderbund (EE. UU.)      | PC-DOS                                                                   |
| Stunts (también conocido como 4D Sports Driving) | 1990      | Mindscape (Europa)        | PC-DOS                                                                   |
| Test Drive                                       | 1987      | Accolade                  | PC-DOS, Commodore 64                                                     |
| The Cycles: International Grand Prix Racing      | 1989      | Accolade                  | PC-DOS, Commodore 64                                                     |
| The Duel: Test Drive II                          | 1989      | Accolade                  | PC-DOS, Commodore 64 y SNES                                              |